# Kapustin (Tsibanobalka)
|  | Per a altres significats, vegeu «Kapustin». |

Kapustin - Капустин (rus) - és un khútor del krai de Krasnodar, a Rússia. Està situat a la vora de l'estuari de Vítiazevo, a la desembocadura del Gostagaika, a la mar Negra. És a 16 km al nord d'Anapa i a 130 km a l'oest de Krasnodar. Pertany al poble de Tsibanobalka.